# Holnapolisz
A Holnapolisz (eredeti cím: Tomorrowland) 2015-ben bemutatott amerikai sci-fi film, melynek rendezője, forgatókönyvírója és producere Brad Bird. A forgatókönyv megírásában és a produceri munkálatokban Damon Lindelof is részt vett, a film zenéjét  Michael Giacchino szerezte. A főbb szerepekben George Clooney, Hugh Laurie, Britt Robertson, Raffey Cassidy és Tim McGraw látható. A film zeneszerzője Michael Giacchino.
Az Amerikai Egyesült Államokban 2015. május 22-én jelent meg a Walt Disney Studios Motion Pictures forgalmazásában. Magyarországon 2015. május 28-án a Fórum Hungary mutatta be a mozikban.

## Szereplők
| Szereplő                         | Színész            | Magyar hang          |
| -------------------------------- | ------------------ | -------------------- |
| Frank Walker                     | George Clooney     | Szabó Sipos Barnabás |
| David Nix                        | Hugh Laurie        | Dörner György        |
| Casey Newton                     | Britt Robertson    | Kardos Eszter        |
| Athena                           | Raffey Cassidy     | Károlyi Lili         |
| Eddie Newton                     | Tim McGraw         | Rajkai Zoltán        |
| Ursula                           | Kathryn Hahn       | Varga Gabriella      |
| Hugo                             | Keegan-Michael Key | Miller Zoltán        |
| Frank apja                       | Chris Bauer        | Kapácsy Miklós       |
| Frank Walker gyerekként          | Thomas Robinson    | Nagy Gereben         |
| Nate Newton                      | Pierce Gagnon      | Straub Martin        |
| Dave Clark                       | Matthew Maccaull   | Csőre Gábor          |
| Casey Newton gyerekként          | Shiloh Nelson      | Szűcs Anna Viola     |
| Jetpack Dexter                   | Yusuf A. Ahmed     | Márkus Sándor        |
| Történelem tanár                 | Xantha Radley      | Erdős Borcsa         |
| Természettudomány-tanár          | David Nykl         | Vincze Gábor Péter   |
| Angol tanár                      | Paul McGillion     | Rosta Sándor         |
| Rendőr                           | Pearce Visser      | Hegedüs Miklós       |
| Rendőr                           | Garry Chalk        | Faragó András        |
| Férfi a vonaton                  | Parm Soor          | Imre István          |
| Rendőrkapitány                   | Tom Butler         | Vass Gábor           |
| Rendőr                           | Tim Perez          | Juhász Zoltán        |
| Hangosbemondó                    | TBA                | Kassai Károly        |
| Barna hajú, kék pulóveres kisfiú | TBA                | Pál Dániel Máté      |